# Муратбеков, Бахтдавлят
Бахтдавлят Муратбеков (1919 год, кишлак Баччор, Гунтское аксакальство, Шугнанская волость, Памирский район, Ферганская область, Туркестанская АССР — дата смерти неизвестна, Мургабский район, Таджикская ССР) — чабан и яковод совхоза «Булункуль» Мургабского района Горно-Бадахшанской автономной области, Таджикская ССР. Герой Социалистического Труда (1965).

## Биография
Родился в 1919 году в крестьянской семье в кишлаке Баччор Ферганской области Туркестанской АССР. С 1939 года трудился чабаном в животноводческом колхозе «Заря». С 1946 года — пастух совхоза «Булункуль» Мургабского района. В 1957 году вступил в КПСС.
Ежегодно показывал высокие трудовые результаты в овцеводстве. Занимался также выращиванием яков. Особо отличился в годы Семилетки (1959—1965). Указом Президиума Верховного Совета СССР от 3 апреля 1965 года удостоен звания Героя Социалистического Труда за «выдающиеся заслуги в развитии сельского хозяйства и промышленности Таджикской ССР» с вручением ордена Ленина и золотой медали «Серп и Молот».
В последующие годы, работая в совхозе «Булункуль», возглавлял бригаду чабанов и яководов.
После выхода на пенсию проживал в Мургабском районе. Дата смерти не установлена.